# Пехлецкий, Сергей Николаевич
Серге́й Никола́евич Пехле́цкий (род. 6 ноября 1954) — советский и российский работник телевидения, продюсер телепрограмм «2V Media».
Член Академии Российского телевидения с 2010 года.

## Биография
Родился 6 ноября 1954 года в Москве.
В 1977 году окончил факультет промышленного и гражданского строительства Московского инженерно-строительного института. Работал на стройке мастером, прорабом, заместителем начальника управления Главмосстроя. Во время учёбы играл в вузовской команде КВН.
С 1987 по 1990 год — инструктор Фрунзенского райкома КПСС. Параллельно работал техническим директором программ КВН под началом Михаила Лесина и Александра Акопова.
В 1991 году становится одним из учредителей агентства «Видео Интернешнл». Принимал непосредственное участие в создании и запуске телевизионных игр «Устами младенца», «Своя игра», «Сто к одному», «Два рояля», «Большой вопрос», «Игры разума» (позже — «Всемирные игры разума», «Игры разумов»).
Во время августовских событий 1991 года дал интервью, вошедшее в 1824-ю серию американской мыльной оперы «Санта-Барбара».
С 1998 года — продюсер телевизионных программ продюсерского центра «Видео Интернешнл» (позже — «Студия 2В», «2V Media»). Программы, выпущенные при участии Пехлецкого: «Я знаю всё!», «Цена удачи», «Один за всех!», «Фабрика мысли. Идеи для России», «Слабое звено» (в 2020—2022 годах).
В 2007 году стал первым шеф-редактором познавательной программы «Галилео» на телеканале СТС. В 2012—2013 годах был автором нескольких анимационных сюжетов для рубрики «Истории изобретений».
С 2011 по 2015 год исполнял роль Большого Навигатора в детской телеигре «Звёздная команда» на телеканале «Карусель».
Автор вопросов Географического диктанта, проведённого Русским географическим обществом в 2018 и 2019 годах.
Преподавал на факультете «Редакторское мастерство» Школы телевидения и радиовещания «ТВ Сокол».

## Семья
Женат, есть дочь и внучки.

## Награды
- «ТЭФИ-2002» — «Сто к одному».
- «ТЭФИ-2003» — «Своя игра».
- «ТЭФИ-2015» — «Своя игра».
- «ТЭФИ-2018» — «Своя игра».
- «Золотой Остап-1995» — «Устами младенца».
- «Овация-1998» — «Два рояля».

## Книги
- Пехлецкий С. 50 раз, когда вас обманули. Из серии «Антология заблуждений» — М.: Эксмо, 2010. — 224 с. — ISBN 978-5-699-41968-5

### Сборники
- Устами младенца: книга для тех, кто любит улыбаться. Сост.: С. Пехлецкий, С. Бражников, Ю. Зайцев и др. — М.: Остров сокровищ, Константа, 1994. — 121 с. — ISBN 5-7588-0043-0
- Своя игра. Первая книга для умных. Сост. И. Тюрикова, С. Пехлецкий, С. Бражников, В. Молчанов, Е. Орлова, Е. Зайцев. — М.: ИЦ «Терра», 1997. — 318 с. — ISBN 5-300-00908-3.
- Своя игра. Вторая книга для умных. Сост. И. Тюрикова, С. Пехлецкий, В. Молчанов. — М.: ИЦ «Терра», 1996. — 316 с. — ISBN 5-300-00659-9.
- Своя игра. Третья книга для умных. Сост. И. Тюрикова, С. Пехлецкий, С. Бражников, В. Молчанов. — М.: ИЦ «Терра», 1996. — 316 с. — ISBN 5-300-00731-5.
- Своя игра. Четвёртая книга для умных. Сост. И. Тюрикова, С. Пехлецкий, С. Бражников, В. Молчанов. — М.: ИЦ «Терра», — 318 с. — ISBN 5-300-00854-0.
- Своя игра. Пятая книга для умных. Сост. И. Тюрикова, С. Пехлецкий, С. Бражников, В. Молчанов. — М.: ИЦ «Терра», 1997. — 318 с. — ISBN 5-300-01095-2.
- Своя игра. Шестая книга для умных. Сост. И. Тюрикова, С. Пехлецкий, С. Бражников, В. Молчанов. — М.: ИЦ «Терра», 1997. — 318 с.
- Своя игра. Седьмая книга для умных. Сост. И. Тюрикова, С. Пехлецкий, С. Бражников, В. Молчанов. — М.: ИЦ «Терра», 1997. — 318 с. — ISBN 5-300-01376-5.
- Своя игра. Восьмая книга для умных. Сост. И. Тюрикова, С. Пехлецкий, С. Бражников, В. Молчанов, С. Дубов. — М.: ИЦ «Терра», 1998. — 318 с.
- Своя игра. Девятая книга для умных. Сост. И. Тюрикова, С. Пехлецкий, С. Бражников, В. Молчанов, С. Дубов. — М.: ИЦ «Терра», 1998. — 318 с. — ISBN 5-300-02238-1.
- Своя игра. Десятая книга для умных. Сост. И. Тюрикова, С. Пехлецкий, С. Бражников, В. Молчанов, С. Дубов. — М.: ИЦ «Терра», 2000. — 318 с.